# ارين سميث
ارين سميث (بالإنجليزية: Warren Smith)‏ (و. 1896 – 1965 م) هو لاعب كرة قدم أمريكية، من الولايات المتحدة، ولد في باو باو، يلعب كحارس ‏، توفي عن عمر يناهز 69 عاماً.

## التعليم
تعلم في Carlton High School ‏.